# Linaria badachschanica
Linaria badachschanica är en grobladsväxtart som beskrevs av S.Yu. Yunusov. Linaria badachschanica ingår i släktet sporrar, och familjen grobladsväxter. Inga underarter finns listade i Catalogue of Life.